# Inga fendleriana
Inga fendleriana är en ärtväxtart som beskrevs av George Bentham. Inga fendleriana ingår i släktet Inga och familjen ärtväxter. Inga underarter finns listade i Catalogue of Life.